# Essel Group
Die Essel Group ist der größte Medienkonzern Indiens mit Sitz in Mumbai. Aktuell wird das Unternehmen vom indischen Unternehmer Subhash Chandra geleitet. Gegründet wurde die Essel Group 1926 von Jagannath Goenka als Unternehmen zum Kauf und Verkauf von Waren und dem Handel mit den Nachbarländern Indiens.

## Tochterunternehmen
Die Essel Group verfügt über viele Tochterunternehmen, die sich auf zehn verschiedene Bereiche verteilen.

### Medienbranche
Als größter Medienkonzern Indiens umfasst die Essel Group mehrere Unternehmen im Bereich Medien.

#### Zee Entertainment Enterprises Ltd
Zee Entertainment ist ein führender TV-Konzern in Indien. Zu Zee Entertainment gehören 33 indische und 42 internationale TV-Kanäle mit insgesamt über 1 Milliarde Zuschauern. Der Sender Zee One wird auch als deutschsprachige Version ausgestrahlt. Aktuell wird das Tochterunternehmen der Essel Group von Punit Goenka geleitet. Auch die Video-on-Demand Website ZEE5 gehört zum Konzern.

#### Zee Media Corporation Limited
Zu Zee Media (vormals: Zee News) gehören zehn Nachrichtensender in sechs verschiedenen Sprachen, die insgesamt ein Publikum von 119 Millionen Zuschauern erreichen. Außerdem gehört eine Zeitung und mehrere Nachrichtenseiten im Internet, wie beispielsweise zeenews.com und dnaindia.com, die von 200 Millionen Menschen genutzt werden, zu Zee Media.

#### DNA
DNA ist eine Zeitung, die seit dem 30. Juli 2005 täglich in englischer Sprache erscheint. Der Verleger der Zeitung, Diligent Media Corporation Limited, gehört zur Essel Group.

#### India.com Web Portal Private Limited
India.com ist die am schnellste wachsende Internetplattform Indiens mit aktuell 50 Millionen Aufrufen pro Monat.

### Technologie

#### Dish TV India Limited
Dish TV India gehört zu Zee Media und damit auch zur Essel Group. Dish TV bietet Fernsehen über Satelliten an. Über Dish TV lassen sich mehr als 500 Fernsehsender empfangen. Seit dem 6. Januar 2007 wird das Unternehmen von Jawahar Goel geleitet.

#### Siti Cable Network Limited
Siti stellt Kabel und Leiter her und gehört in dieser Branche zu den größten Unternehmen Indiens.

#### Cyquator Technologies Limited
Cyquator ist ein Unternehmen zur Verbesserung von IT-Infrastruktur, zum Beispiel in den Bereichen Speicherung und Sicherung von Daten.

### Unterhaltung

#### Pan India Network Ltd.
Zu Pan India Network gehören eine Lotterie und Spielbanken. Auch Pan India Network beschäftigt sich mit der sicheren Speicherung von großen Datenmengen im Zusammenhang mit Online-Lotterien.

#### Pan India Paryatan Private Limited
Pan India Paryatan betreibt die größten Vergnügungsparks in Indien. Ziel des Unternehmens ist es die klassischen Arten von Unterhaltung und Vergnügen neu zu definieren.

#### E-City Bioscope Entertainment Pvt Ltd (ECBEPL)
ECBEPL hat sich auf die Errichtung von Multiplex-Kinos und anderen Einrichtungen zur Unterhaltung von Familien spezialisiert. Der größte Markt für das Unternehmen ist Nord-Indien.

#### E-City Digital Cinemas Pvt Ltd
E-City Digital bietet moderne und digitale Lösungen für Kinos an. Ziel ist es, die Kinolandschaft in Indien zu revolutionieren. E-City Digital verfügt über Büros in Mumbai, Saurashtra, Delhi, Nizam und Rajasthan.

### Logistik

#### Essel Propack Limited
Essel Propack ist der weltweit größte spezialisierte Hersteller von Verpackungen. Schwerpunkt des Unternehmens ist die Produktion von Plastiktuben unter anderem für die Pharma-Industrie. Propack beschäftigt mehr als 2.600 Menschen in 12 Ländern. Geleitet wird die Firma von Ashok Goel. Propack ist mit einer Filiale in Dresden auch in Deutschland vertreten.

### Infrastruktur

#### Essel Infraprojects Limited (EIL)
EIL ist ein Unternehmen zur Planung und Umsetzung größerer Infrastruktur-Projekte, beispielsweise Straßen, Eisenbahnlinien, öffentliche Gebäude, Kraftwerke und Stromleitungen.

#### Smart Utilities
Smart Utilities ist ein Versorgungsbetrieb, der Strom-, Gas- und Wasserversorgung, Abwasserverwertung und die Verlegung von Breitbandkabeln anbietet.

#### E-City Real Estates Pvt. Ltd
E-City Real Estate ist in Indien hauptsächlich durch die Kaufhauskette Fun Republic bekannt, die Kaufhäuser in Mumbai, Chandigarh, Lucknow und Coimbatore betreibt. E-City Real Estate ist bestrebt Verkäufern und Käufern die bestmöglichen Bedingungen für ihre Bedürfnisse zu gewährleisten. Die Kaufhäuser wollen einen modernen Lifestyle vermitteln.

#### Siti Energy Limited (SEL)
SEL ist in der Energiebranche tätig und bietet jegliche Art von Infrastruktur zur Erzeugung, Speicherung und zum Transport von Strom, Gas und Öl an.

#### E-City Property Management & Services Pvt. Ltd.
E-City Property Management & Services bietet Immobilien-Management an. Dazu zählen Leistungen wie Vermarktung, Beratung und die Abwicklung von Mietverträgen.

### Bildung und Erziehung

#### Zee Learn Limited
Zee Learn verfügt über Schulen und Vorschulen in Indien und den angrenzenden Staaten. Mit circa 1.350 vorschulischen Einrichtungen, die bereits von mehr als 400.000 Kindern besucht worden sind, ist Zee Learn das größte Unternehmen in dieser Branche.

### Metallindustrie

#### Shirpur Gold Refinery
Shirpur produziert Gold- und Silbermünzen nach internationalen Qualitätsstandards. Das Unternehmen verfügt über eine Zweigstelle in Dubai.

### Gesundheit, Wellness und Lifestyle

#### Living Foodz
Living Foodz ist ein Ernährungs- und Lifestylesender. Im Zentrum des Programms stehen das sogenannte „Food-Edutainment“, eine Mischung aus Kochen und Ernährung sowie Unterhaltung.

### Finanzen

#### Essel Finance
Essel Finance bietet finanzielle Dienstleistungen für Privatpersonen an. Essel Finance verfügt über ein breites Angebot an finanziellen Produkten. Der Hauptsitz des Unternehmens liegt in Mumbai.

### Essel im Nahen Osten

#### Essel Middle East
Essel Middle East konzentriert seine Aktivitäten auf den arabischen Markt im Nahen-Osten. Schwerpunkt dabei ist die Erschließung und Nutzung von Bodenschätzen in der Region. Der Hauptsitz des Unternehmens findet sich in Dubai.

#### Pan Asia Infrastructure FZ LLC
Pan Asia Infrastructure mit Hauptsitz in Dubai beteiligt sich an Immobilien- und Infrastrukturprojekten in den Vereinigten Arabischen Emiraten.

## Auszeichnungen
Die Essel Group und deren Tochterunternehmen haben in den letzten Jahren eine Reihe von Preisen gewonnen. Eine Auswahl davon:
- Der Chef der Essel Group, Dr. Subhash Chandra, wurde 2016 von der Zeitung India Express zu einem der 100 mächtigsten Menschen Indiens gewählt.
- Im März 2016 erhielt Zee Entertainment den Olive Crown Award der International Advertising Association (IAA) für die Initiative „Zee is green“
- Im Brand Trust Report des Jahres 2016 gehörte Zee Learn zu den vertrauenswürdigsten Unternehmen der Branche
- Essel Infraprojects gewann den „Golden Peacock award“
- 2016 gewann Zee Learn den nationalen Preis für exzellentes Marketing.[15]